# 参政官
参政官（さんせいかん）は、大正時代初期に各省に設置された自由任用の勅任官。
1914年10月6日に第2次大隈重信内閣のもとで各省官制通則・特別任用令が改正されて、「大臣を佐け、帝国議会との交渉事項を掌理」する参政官と「大臣の命を承け帝国議会との交渉事項に参与」する副参政官がそれぞれ1名ずつ設置された。
これは当時の大正デモクラシーの風潮を受けて、帝国議会、特に衆議院やその背後にある政党の発言力が強まった事に対する議会対策の一環でもあった。
1920年5月15日に原敬内閣のもとで勅任自由任用の参事官制度導入によって廃止される。しかし、勅任参事官制度を経て、後に政務次官・参与官制度へと発展する事になった。